# Liste der Monuments historiques in Eaubonne
Die Liste der Monuments historiques in Eaubonne führt die Monuments historiques in der französischen Gemeinde Eaubonne auf.

## Liste der Bauwerke
| Bezeichnung             | Beschreibung | Standort                              | Kennzeichnung | Schutzstatus | Datum | Bild           |
| ----------------------- | ------------ | ------------------------------------- | ------------- | ------------ | ----- | -------------- |
| Schloss La Chesnaie     |              | 1, rue Voltaire (Lage)                | PA00080042    | Classé       | 1979  | weitere Bilder |
| Hôtel de Mézières       |              | Cours Albert I (Lage)                 | PA00080043    | Classé       | 1976  | weitere Bilder |
| Pavillons de garde      |              | Rue du Docteur-Peyrot (Lage)          | PA00080044    | Inscrit      | 1942  |                |
| Petit Château (Schloss) |              | 14, boulevard du Petit-Château (Lage) | PA00080041    | Classé       | 1967  | weitere Bilder |

## Liste der Objekte
| Bezeichnung                                | Beschreibung          | Standort                | Kennzeichnung | Schutzstatus | Datum | Bild |
| ------------------------------------------ | --------------------- | ----------------------- | ------------- | ------------ | ----- | ---- |
| Skulptur Christus am Kreuz am Triumphbogen | Holz, 16. Jahrhundert | in der Kirche Ste-Marie | PM95001406    | Inscrit      | 1987  |      |